# 포르투갈 음반 협회
포르투갈 음반 협회(포르투갈어: Associação Fonográfica Portuguesa, AFP)는 포르투갈의 유일한 음악 사업자 단체이다. 1989년에 설립되었으며, 전신은 GPPFV (Portuguese group of producers of Phonograms and videograms)와 UNEVA (Union of audio and video editors)이다. AFP는 IFPI의 포르투갈 기반이다. AFP는 포르투갈의 음악 시장의 주요 음반사들이 참가하여 그 규모는 시장의 95% 이상을 차지한다. 1989년 설립 이후 AFP는 다양한 학교의 많은 학생들에게 시장 정보를 공개하여 오고 있다. RTP1에서 방송되는 프로그램 "Top+"는 AFP와 RTP의 제휴하에 제작된 주간 차트 프로그램이며, 포르투갈의 TV 프로그램으로는 최장수 프로그램이다.